# Apisa endoxantha
Anapisa endoxantha là một loài bướm đêm thuộc phân họ Arctiinae, họ Erebidae.